# Terminal Ferroautomotora de Chascomús
La Terminal Ferroautomotora de Chascomús es una estación ferroviaria y terminal de ómnibus de la ciudad de Chascomús, en la provincia de Buenos Aires

## Historia
Fue construida en la década de 1980 durante la presidencia de Raúl Alfonsín, nativo de la ciudad, sin embargo nunca llegó a inaugurarse; el objetivo era anular el viejo trazado del Ferrocarril Roca (que cortaba en dos el casco urbano, provocando potenciales accidentes y molestias al tránsito vehicular), decidiendo tender una nueva traza rodeando la ciudad.
Años después la municipalidad rescató la obra y habilitó la terminal para servicios de ómnibus, aunque los andenes y refugios para el ferrocarril continuaron inactivos y en estado de abandono.
Finalmente, en 2014 se finalizó la obra de infraestructura ferroviaria, incluyendo la extensión de la vía doble desde el cabín km. 109 (junto al puente de la ruta provincial 20), pasando la nueva terminal ferroautomotora a prestar servicios ferroviarios y automotores el 19 de diciembre, habiendo sido inaugurada el día anterior.
Inmediatamente el viejo trazado y su estación original del FCS fueron desafectados del servicio, quedando la estación actualmente como museo.

## Servicios

### Trenes
Es una estación intermedia del ramal entre la estación Constitución de la ciudad de Buenos Aires con la estación Mar del Plata. Los servicios de Trenes Argentinos Operaciones prestan parada en esta estación.
Además es cabecera del servicio metropolitano entre Alejandro Korn y esta estación, de la Línea General Roca.
En Chascomús finaliza la vía doble proveniente de Temperley, continuando como vía sencilla el resto del ramal. Antes de la construcción de esta estación, la vía doble finalizaba 7 km al norte, antes de llegar al puente de la Ruta Provincial 20.
Sus vías e instalaciones están a cargo de la empresa estatal Trenes Argentinos Operaciones

### Ómnibus
Llegan varias empresas a la ciudad con destino a La Plata y Buenos Aires y en menor frecuencia hacia la Costa atlántica. También operan los servicios de la línea 381.

## Galería

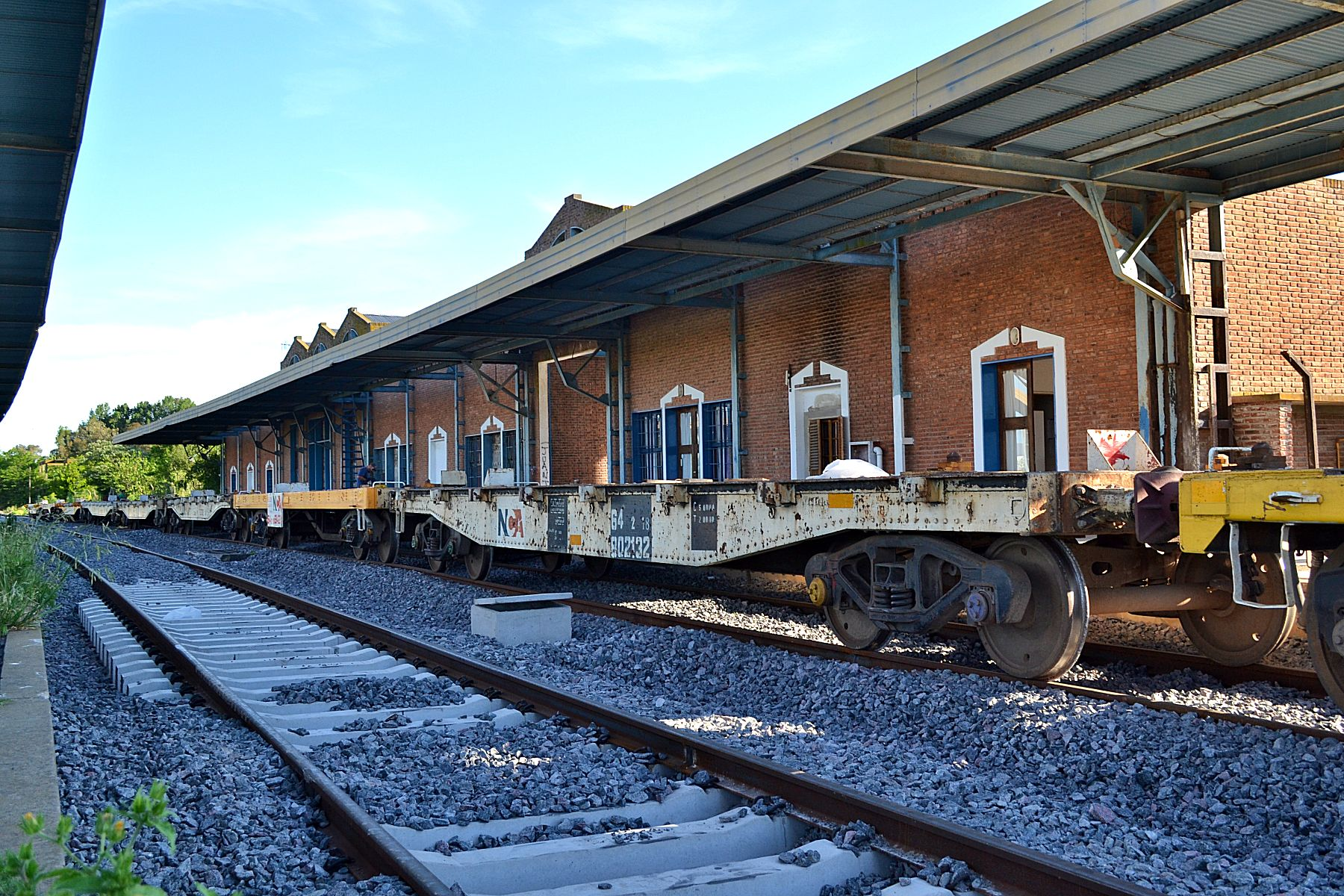
Nueva estación Chascomús durante los trabajos de habilitación.
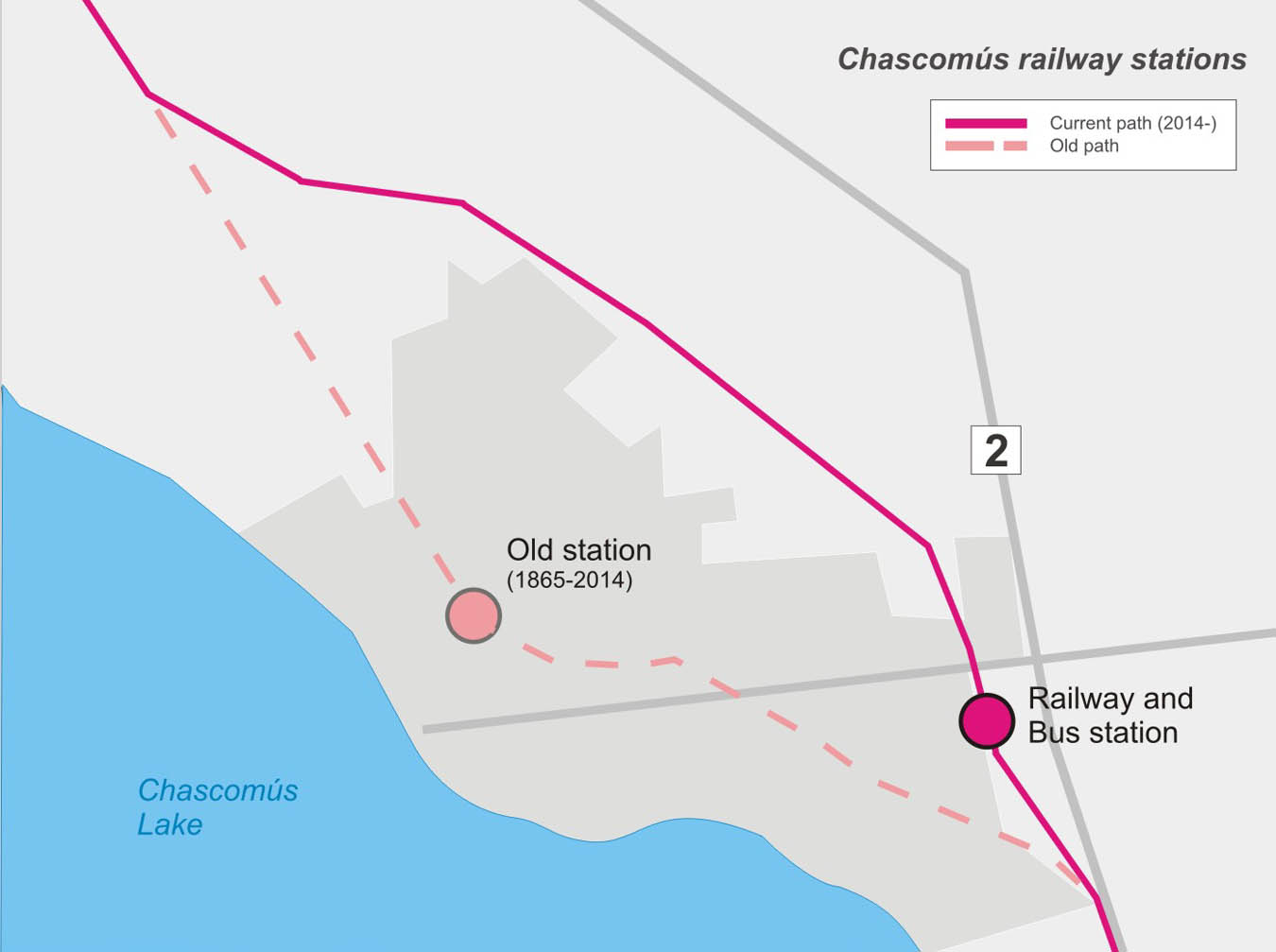
Ubicación de ambas estaciones ferroviarias en Chascomús.
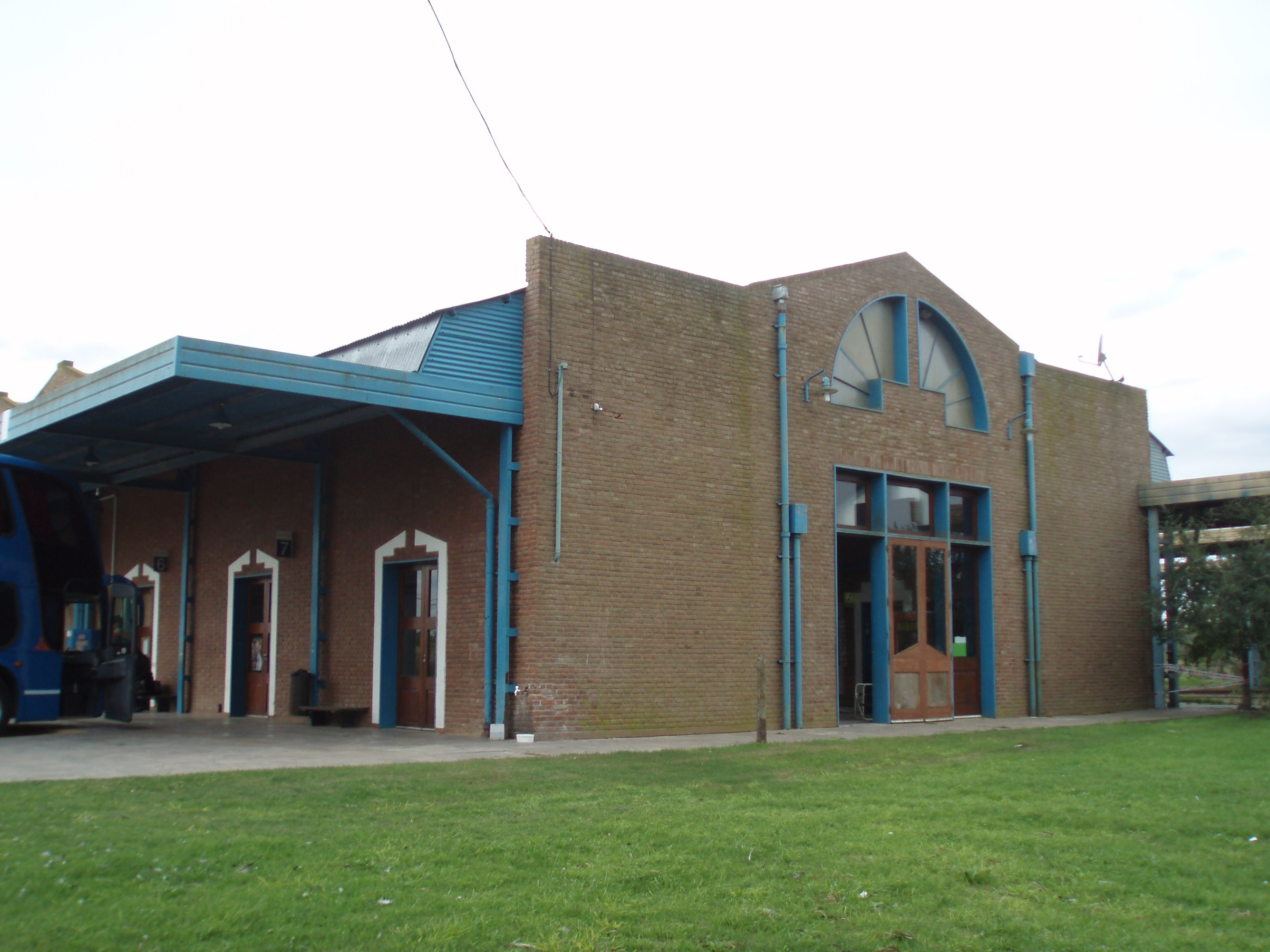
Terminal de Chascomus (exterior).